# Florent Crabeels
Florent Nicolas Crabeels  (Antwerpen, 5 december 1829 - Antwerpen, 7 juni 1896) was een Belgische genre- en landschapsschilder en etser. 

## Biografie
Florent Crabeels werd in Antwerpen geboren als vierde van 6 kinderen van Anna Maria Theresia Herkens (1796-1859) en Cornelius Jacob Crabeels (1798-1855). Zijn vader was drankslijter, waardoor het gezin tot de kleine burgerij behoorde. Zijn grootvader was notaris in Antwerpen.
Na de middelbare school startte Crabeels met een opleiding voor beeldhouwer bij Jozef Geefs, met de steun van zijn moeder, maar tot ongenoegen van zijn vader en grootvader, die het beroep van kunstenaar beneden hun stand vonden. Crabeels begon echter al vlug meer interesse te krijgen in schilderkunst en ging eerst voor enkele maanden lessen volgen bij Egide Linnig en daarna bij Jean-Michel Ruyten, waar hij echter al na 9 maanden mee stopte.
In 1848 startte Crabeels een opleiding schilderkunst aan de Koninklijke Academie voor Schone Kunsten in Antwerpen waar hij les kreeg van Jacob Jacobs, maar stopte na enkele maanden. Aanvankelijk was hij actief met genrestukken, in 1850 stelde hij voor het eerst tentoon met een werk van dorpskermis, weliswaar in een commerciële academische stijl.
Vanaf de eerste helft van de jaren 1850 wordt Crabeels vermeld als deelnemer aan diverse kunsttentoonstellingen, "salons" genoemd, in België en het buitenland. Zijn werk "Het Park" in de Stedelijke tentoonstelling van Amsterdam in 1854 kreeg goede kritiek. Hij kreeg in die periode af te rekenen met overlijdens van zijn vader, zijn moeder, twee broers en een zuster, wat hem diep raakte.
Crabeels trouwde in augustus 1863 met Catharina Elisabeth Lauwers, het echtpaar zou kinderloos blijven. Onder invloed van de Franse Barbizon-beweging trok hij regelmatig naar het platteland in Kalmthout om daar landschappen en taferelen uit het dorps- en landbouwleven te schilderen, niet in het atelier zoals in die tijd de academische norm was, maar in open lucht. Hij wordt genoemd als een van de baanbrekers van het pleinairisme. Het pleinairisme was voor  hem eerder een artistiek principe dan een methode. Weliswaar gebeurde de voorbereiding of afwerking doorgaans in een atelier.  Crabeels maakte er kennis met met Adriaan Josef Heymans, Jacques Rosseels en Isidore Meyers, de grondleggers van de Kalmthoutse School, waartoe Crabeels ook wordt gerekend. Hij had toen al gebroken met de academische conventies. Crabeels en Heymans deelden van 1866 tot 1869 een atelier in Antwerpen.
In deze periode gingen Jacques Rosseels en andere schilders uit de Kalmthoutse School ook langs de Scheldeboorden in de Dendermondse omgeving schilderen. Vooral het kunstenaarsdorp Vlassenbroek was een trekpleister. Rosseels werd directeur van de Academie van Dendermonde en Meyers werd er docent. Crabeels wordt daarom samen met de andere leden van de Kalmthoutse School beschouwd als een van de inspirators van de "Dendermondse school", die hierdoor nauw verwant is met de Kalmthoutse School. Over de aanwezigheid van Crabeels in Dendermonde zijn evenwel geen bronnen, noch werken bekend. Hij was echter met verschillende werken vertegenwoordigd op de tentoonstelling van het 75-jarig bestaan van de academie van Dendermonde.

## De Wechelse schildersschool
Crabeels wordt gerekend tot wat de “Wechelse schildersschool” wordt genoemd (naar het Kempense dorp Wechelderzande, nu een deelgemeente van Lille), die een afgeleide van de “Kalmthoutse school" was. Naast Crabeels worden ook Jacques Rosseels, Isidore Meyers en Adriaan Jozef Heymans tot deze school gerekend. Beide scholen worden ook "De Grijze School" genoemd, naar hun voorkeur voor grijze tinten, die in feite de werkelijke kleur van de mist, de lucht of de kleur van het zand weerspiegelden.  Onder impuls van Heymans verlieten het drukkere Kalmthout om zich in het  destijds afgelegen en schilderachtige Wechelderzande te vestigen, het midden van de heide. Heymans had zijn jeugd doorgebracht in Wechelderzande bij zijn oom van Heymans die er vroeger burgermeester was. De oude herberg ‘De Keizer’ van César Smans was hun uitvalsbasis voor het schilderen in de natuur. In deze herberg was op de zolder een schildersatelier ingericht voor regendagen, maar het werd tegelijk als regulier atelier verhuurd aan de kunstenaars. Ze schilderden in een narratieve stijl, die soms aangeduid wordt als "gematigd modernisme" of pre-impressionisme.
Crabeels en zijn echtgenote gingen van 1878 tot 1881 in het huis van het boerengezin Jozef Proost- Rosalia Van de Vloet in Wechelderzande inwonen, waar ook de tien jaar jongere Heymans woonde met zijn vrouw en kinderen. In 1881 vond Crabeels een andere woning in het dorp, bij Jan Van de Vloet, de broer van Rosalia. In 1883 ging hij officieel terug in Antwerpen wonen, maar had ondertussen een huis met atelier in Wechelderzande gebouwd, wat dienst zou doen als tweede verblijf. Het was gebouwd op de grond van Jan Van de Vloet, met wie het gezin een uitstekende relatie had. Na het overlijden van Crabeels en Van de Vloet zou dit voor problemen zorgen. Ook Rosseels woonde in Wechelderzande. Hij zou er later een villa bouwen. Heymans daarentegen ging in 1881 in Brussel wonen, maar behield in Wechelderzande een tweede verblijf.
Catharine Lauwers, de echtgenote van Crabeels, overleed in februari 1884. Crabeels hertrouwde in juli 1885 met Maria Colette Jaques (1848-1931), met wie hij voordien reeds een jarenlange relatie had waaruit drie onwettige kinderen waren geboren, waarvan een zoontje kort na de geboorte stierf. De overlevende kinderen, Renée en Georges Jaques, droegen de familienaam van hun moeder. Renée zou in 1907 een naamsverandering aanvragen. Renée trouwde met de zoon van de kunstschilder Frans Van Leemputten. George was verloofd met de dochter van deze kunstenaar, maar overleed voortijdig. 
Henry Van de Velde, die later wereldroem zou oogsten als architect, maar die begonnen is als schilder, was op aanraden van Emile Claus naar Wechelderzande getrokken en had van 1886 tot 1890 zijn domicilie in "De Keizer". Hij was goed bevriend met Crabeels, Heymans en Rosseels.
In zijn memoires loofde de aanzienlijk jongere Van de Velde zijn vrienden. Hij vond hij Heymans duidelijk de betere schilder.  Crabeels en Rosseels vond hij dogmatisch en “missionarissen van het licht en het geluk”. De Antwerpse schilders in Wechelderzande leefden echter niet in karige omstandigheden, maar waren welstellend. Crabeels heeft altijd een pied-à- terre in Antwerpen behouden. Typisch voor Crabeels is, in tegenstelling tot Rosseels en Meyers, de opgewektheid in zijn werk, zowel in zijn heidezichten als zijn genrekunst, waarin speelse elementen en dicht bewolkte luchten de sfeer bepalen en zijn accenten van licht en kleur. Hij kende veel succes met zijn afbeeldingen van dorpskermissen en dorpsfeesten.

## L'Art Indépendant
Crabeels is ononderbroken ook in Antwerpen actief geweest als kunstenaar. Hij verbleef zowel in Wechelderzande als in Antwerpen. In Antwerpen zijn meerdere adressen van hem bekend. Hij verkeerde vaak in het toen bekende kunstenaarscafé "Le Frison" in de Anneessensstraat en was aangesloten bij de kunstenaarsvereniging L’Art Indépendant (1886-1890), waarvan hij als een van de oprichters beschouwd wordt. Hij nam in 1888 deel aan de eerste en enige tentoonstelling van deze groep, die in een schandaal eindigde, wat tot het einde van de vereniging zou leiden.
Samen met Jan Stobbaerts, Henri de Braekeleer, Isidore Meyers, Henry Van de Velde en Adriaan Jozef Heymans wordt hij als een lid van de Belgische anti-academische richting beschouwd.
Crabeels was een vaste deelnemer van ‘Driejaarlijkse Salons’ in Antwerpen, Brussel en Gent. Daarnaast waren zijn werken regelmatig te zien op andere tentoonstellingen in België en in het buitenland. In1882 was zijn werk opgenomen in de "Belgian Exposition of Contemporary Art" in Philadelphia en in 1889 op de wereldtentoonstelling van Parijs.
In 1890 en 1892 werden solotentoonstellingen aan zijn werk gewijd in het Koninklijk Kunstverbond te Antwerpen. Hij toonde er telkens tientallen nieuwe werken. De kunsthistoricus Max Rooses legde in een kritische bespreking de nadruk op Crabeels’ overheersende aandacht aan het licht, dat ten koste zou gaan van de lijn en vorm.
In 1893 nam Crabeels deel aan de Exposition générale des Beaux Arts in Brussel.
Naast kunstschilder was Crabeels ook zeer actief als tekenaar en etser.

## Overlijden
Florent Crabeels overleed op 7 juni 1896 na een langdurige ziekte in Antwerpen. Hij werd begraven op het Kielkerkhof. Zijn graf werd later overgebracht naar het Schoonselhof.
Dertien jaar na zijn dood, op 23 maart 1909, werd zijn volledige nalatenschap (kunstwerken) geveild in Vorst.

## Posthume tentoonstellingen
Zijn werk werd getoond op de wereldtentoonstelling van Brussel in 1897 en die van 1904 in Saint Louis (Missouri).
In 1920 waren drie van zijn schilderijen vertegenwoordigd op de “Keurtentoonstelling van Belgische meesters (1830-1914)" in het Koninklijk Museum voor Schone kunsten te Antwerpen.
In 1984 werd in Sint-Niklaas een solotentoonstelling aan hem gewijd. Zijn werken kwamen ook aan bod in andere tentoonstellingen, vooral in verband met de Kalmthoutse School.

### Het Boshuisje
Begin 2025 kwam Florent Crabeels in de belangstelling in verband met een schilderij dat het ‘Boshuisje’ te Zoersel zou voorstellen, een oude hoeve die in verband gebracht wordt met het verhaal De loteling van Hendrik Conscience. Deze stelling wordt echter betwist. Dit schilderij is het voorwerp van een wetenschappelijk artikel in het jaarboek van de heemkundige kring van Zoersel en Wechelderzande/Lille. Het schilderij leek verdwenen, maar kon snel opgespoord worden. 

## Stijl
Er is discussie over zijn stijl, sommigen bronnen spreken van pre-impressionisme, andere van naturalisme, realistisch impressionisme, colorisme en lumisme. Ook over de kwaliteit van zijn werk zijn de meningen verdeeld, gaande van "een middelmatig en passieloos producent" tot een "baanbreker" en "zeldzaam colorist". In 1984 werd hij ter gelegenheid van zijn solotentoonstelling in Sint-Niklaas in de catalogus omschreven als een "typische petit maître”, "een zeer goed schilder die niet behoort tot de allergrootsten" maar een "schone schilder" "die geniet van zijn métier en die de vreugde en de schoonheid van het schilderen uitzingt in elk doek".

## Musea (selectie)
- Museum voor Schone Kunsten, Antwerpen [36]
- Museum voor Schone Kunsten, Brussel[37]
- Museum voor Schone Kunsten, Verviers[3]
- Museum M, Leuven[38]
- Stedelijk Museum Sint-Niklaas[3]
- British Museum[39]
- Charliermuseum, St-Joost-ten-Node (Brussel)[24]
- Rijksmuseum Amsterdam[40]
- Musée des beaux-arts de Montréal[41]

## Galerij

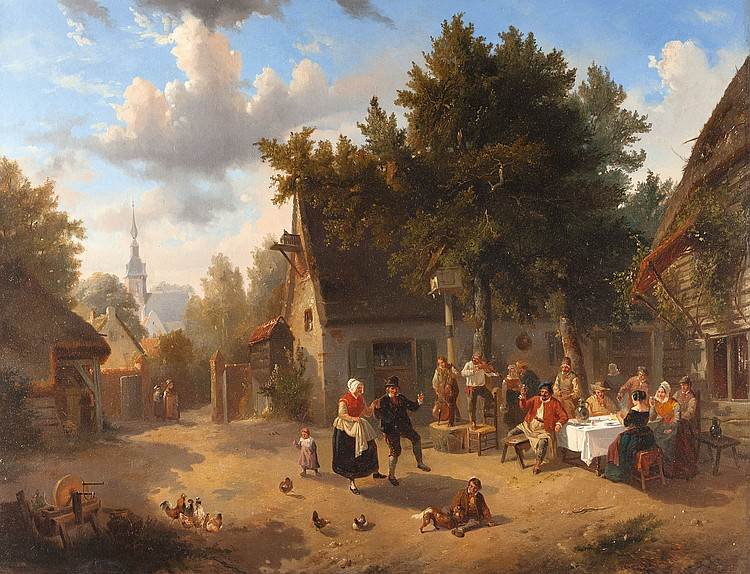
Boerendans
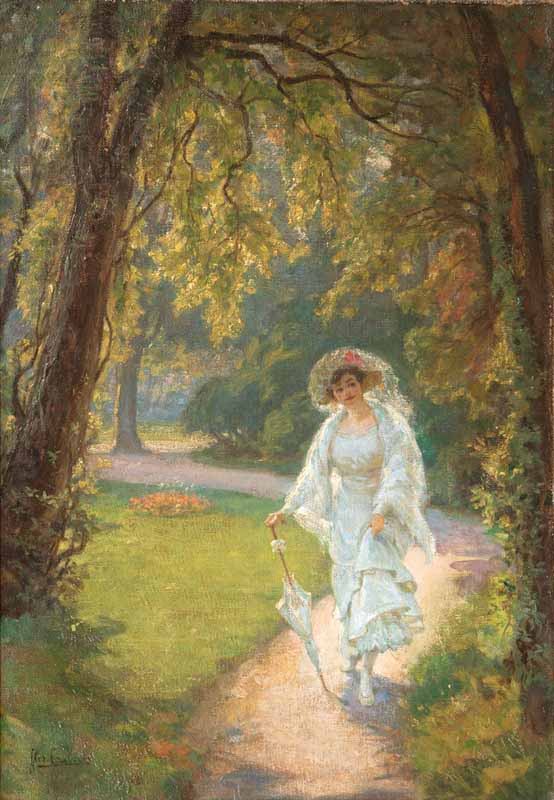
Vrouw in het park
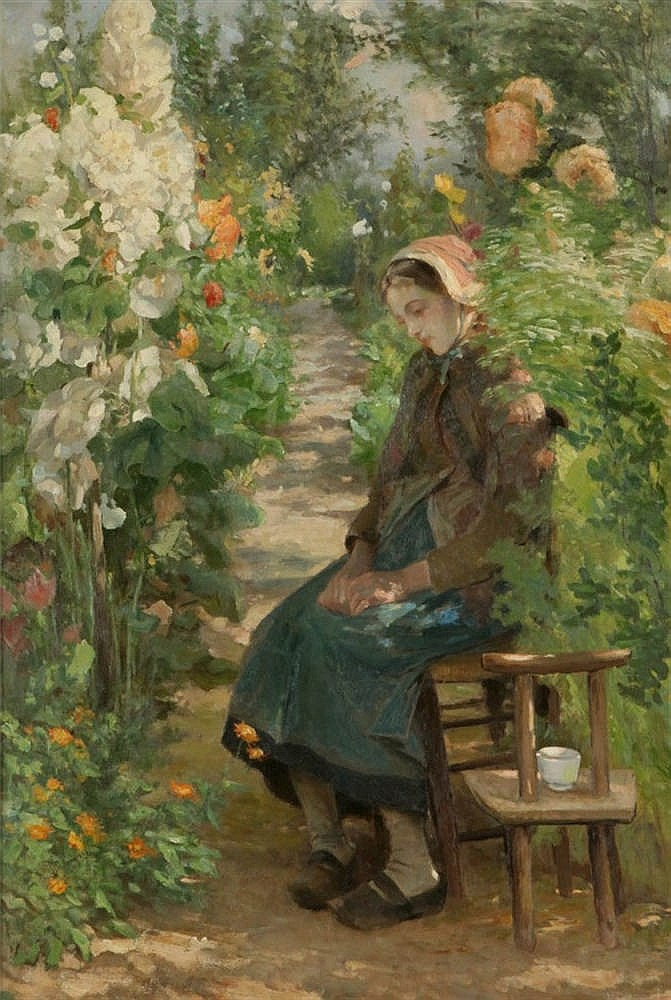
Het herstel
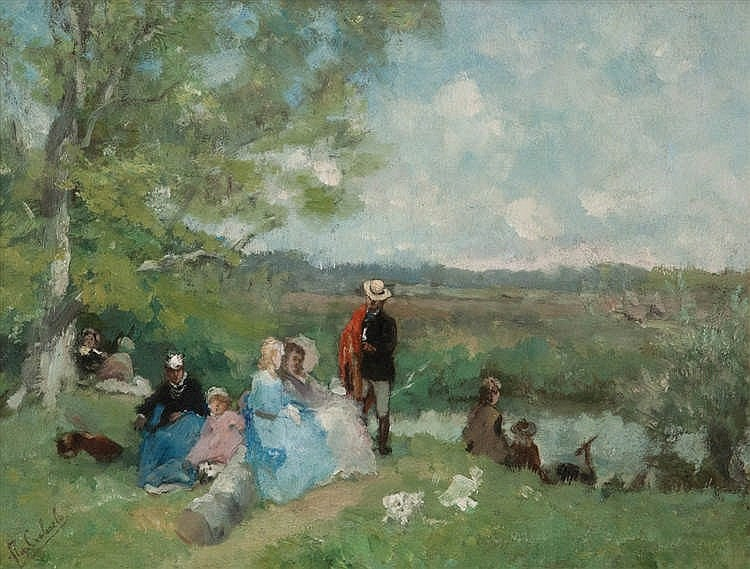
Zomerse namiddag
Kolenveld bij maanlicht
Lente in de Heide
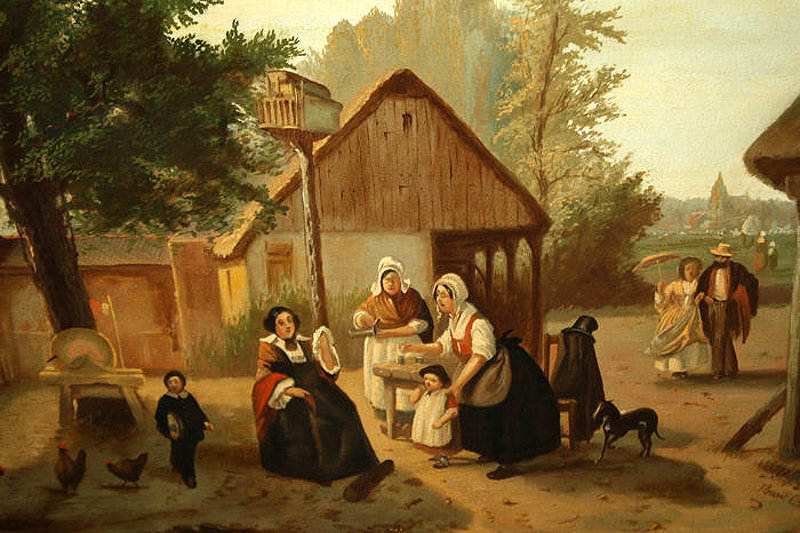
Vlaams Dorpsgezicht
Winter in de Kempen
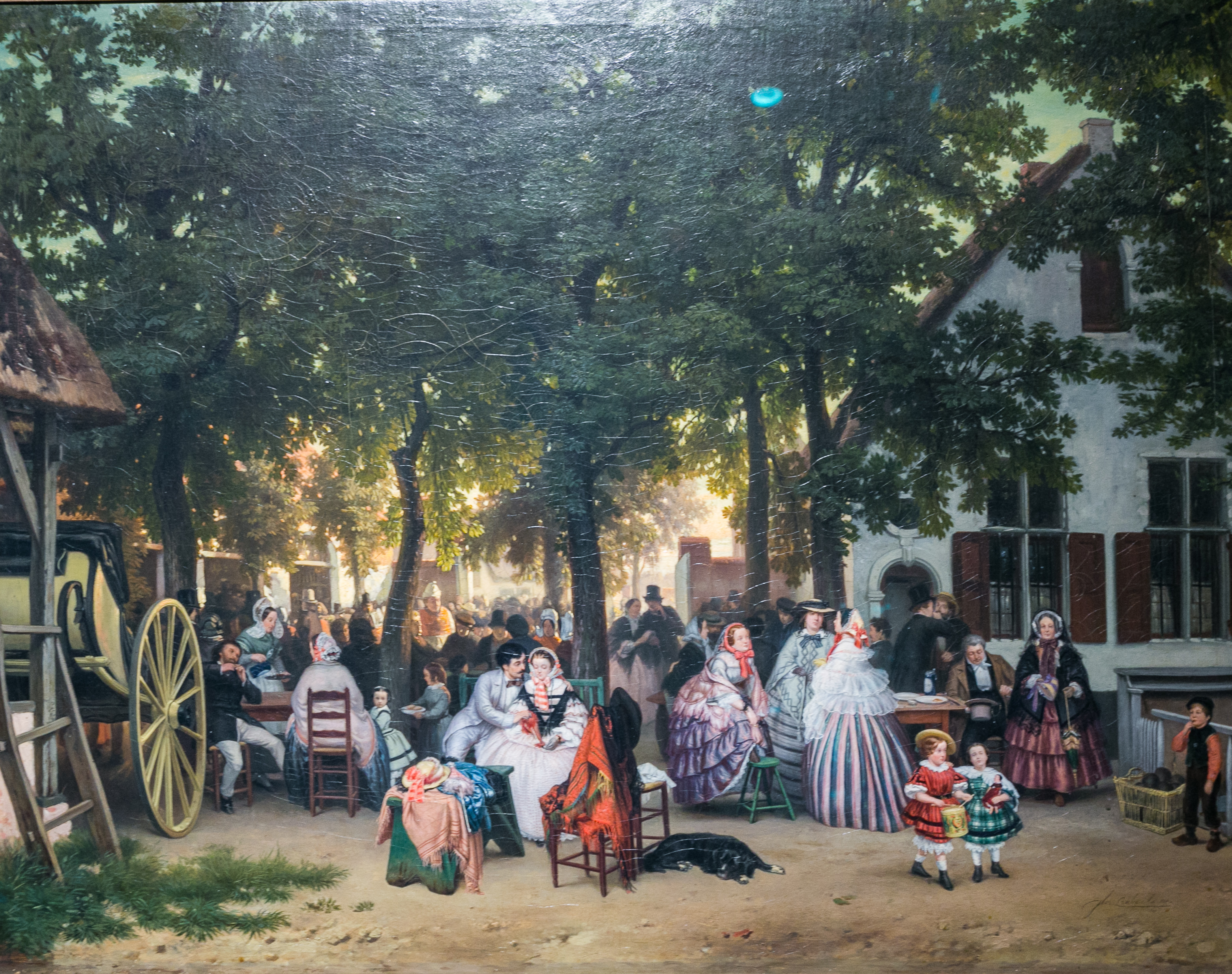
Zondagnamiddag in de omgeving van Antwerpen
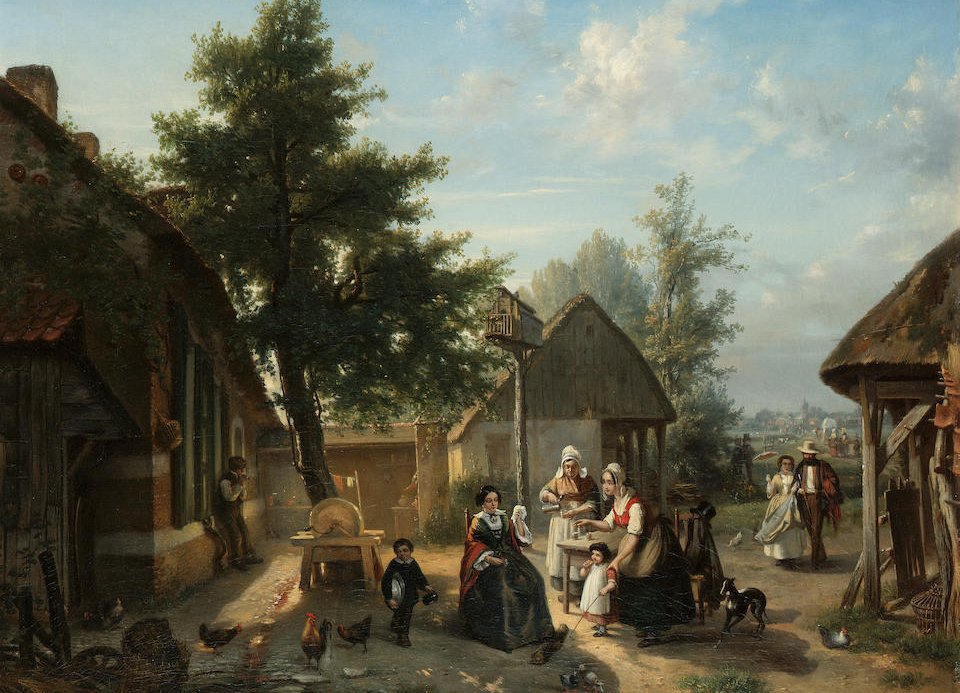
Middagpauze
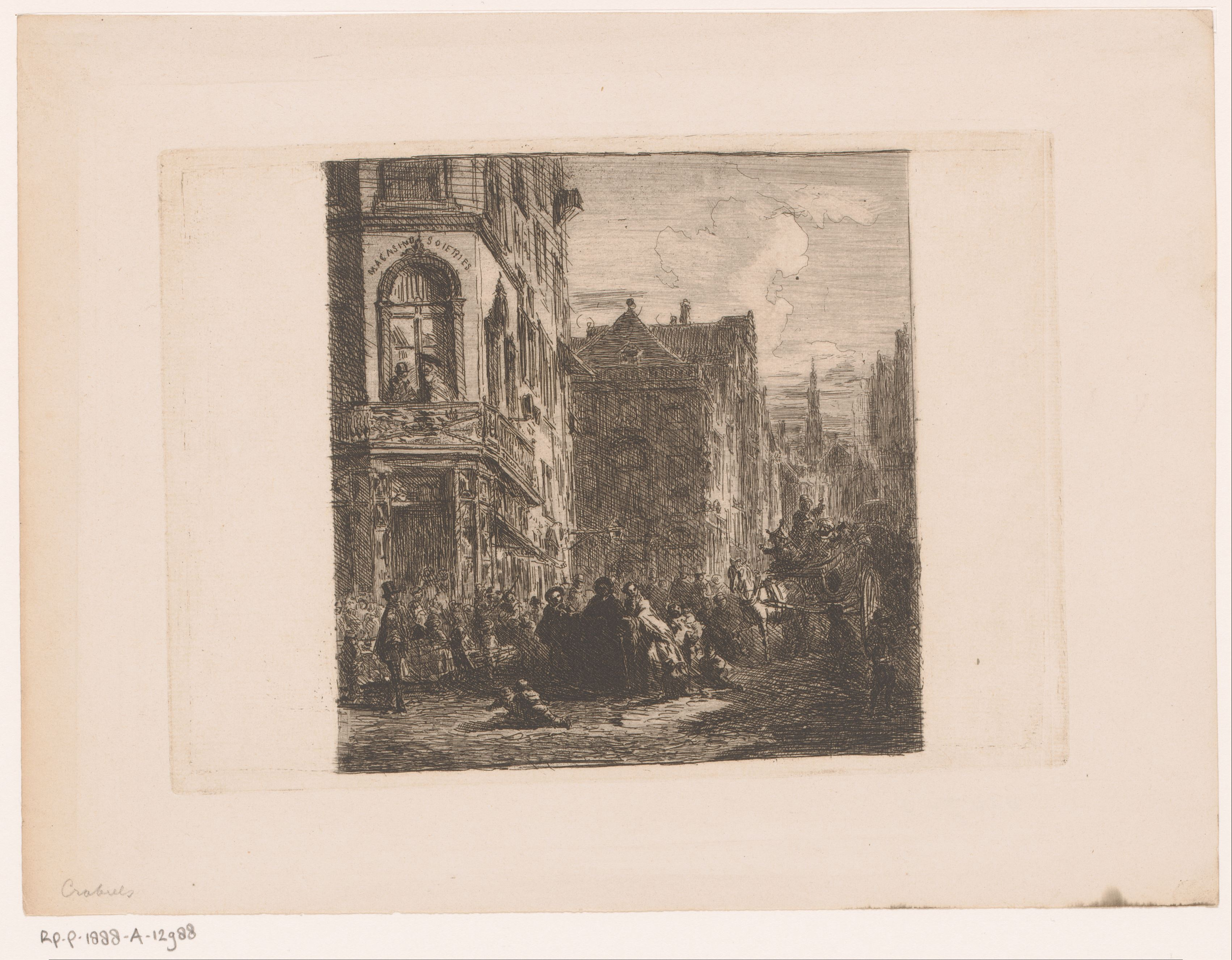
‘De Antwerpse Boekensteeg’
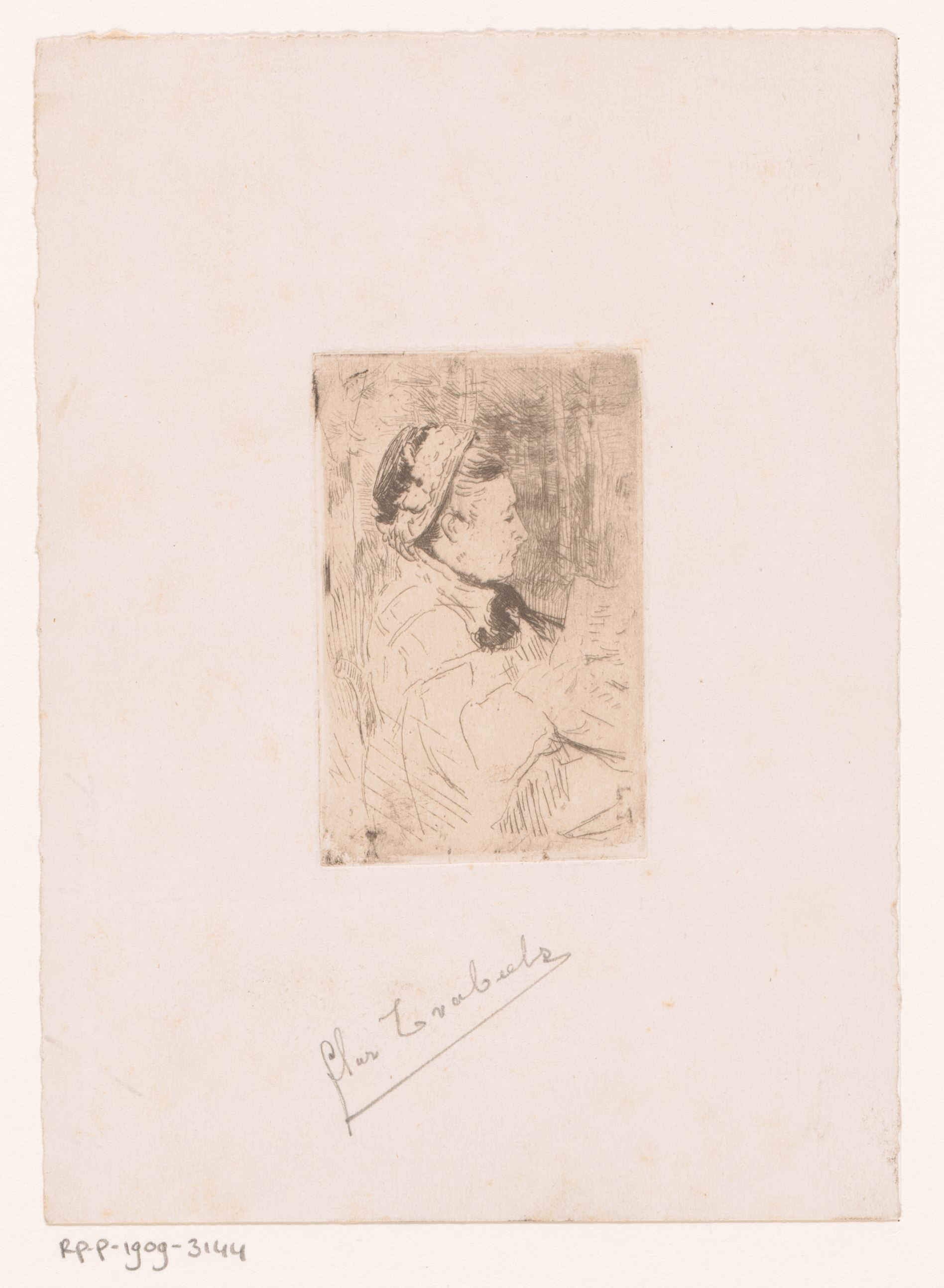
Lezende vrouw
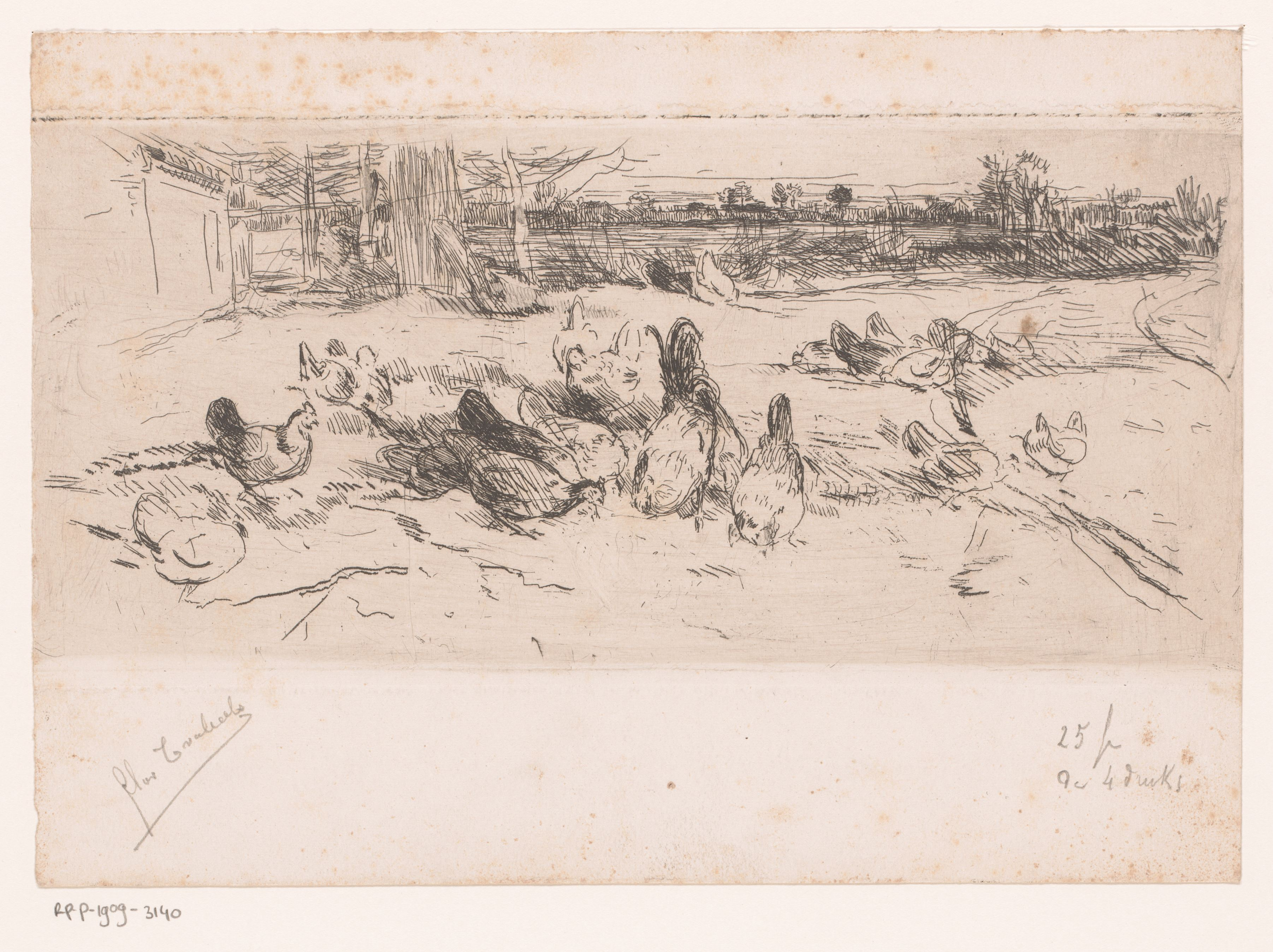
Kippen in het gras langs een weg
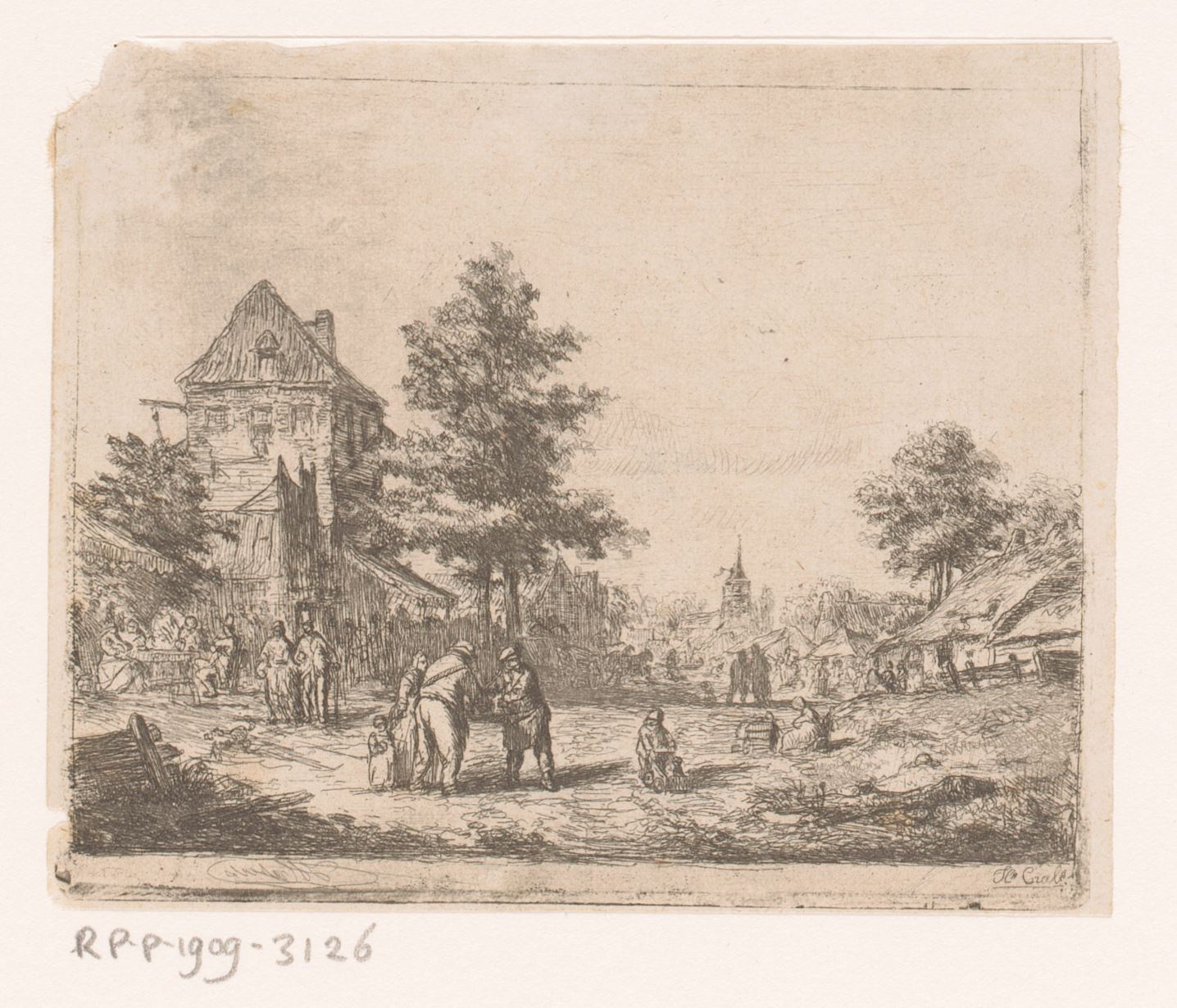
Dorpsgezicht
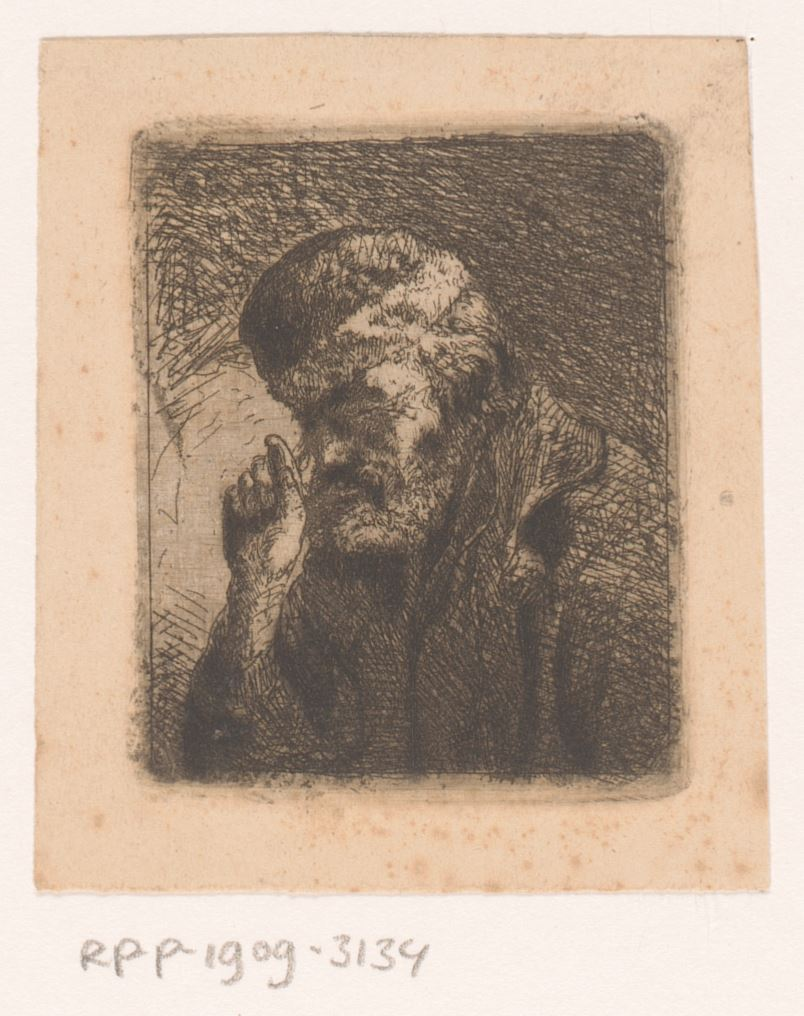
Oude man
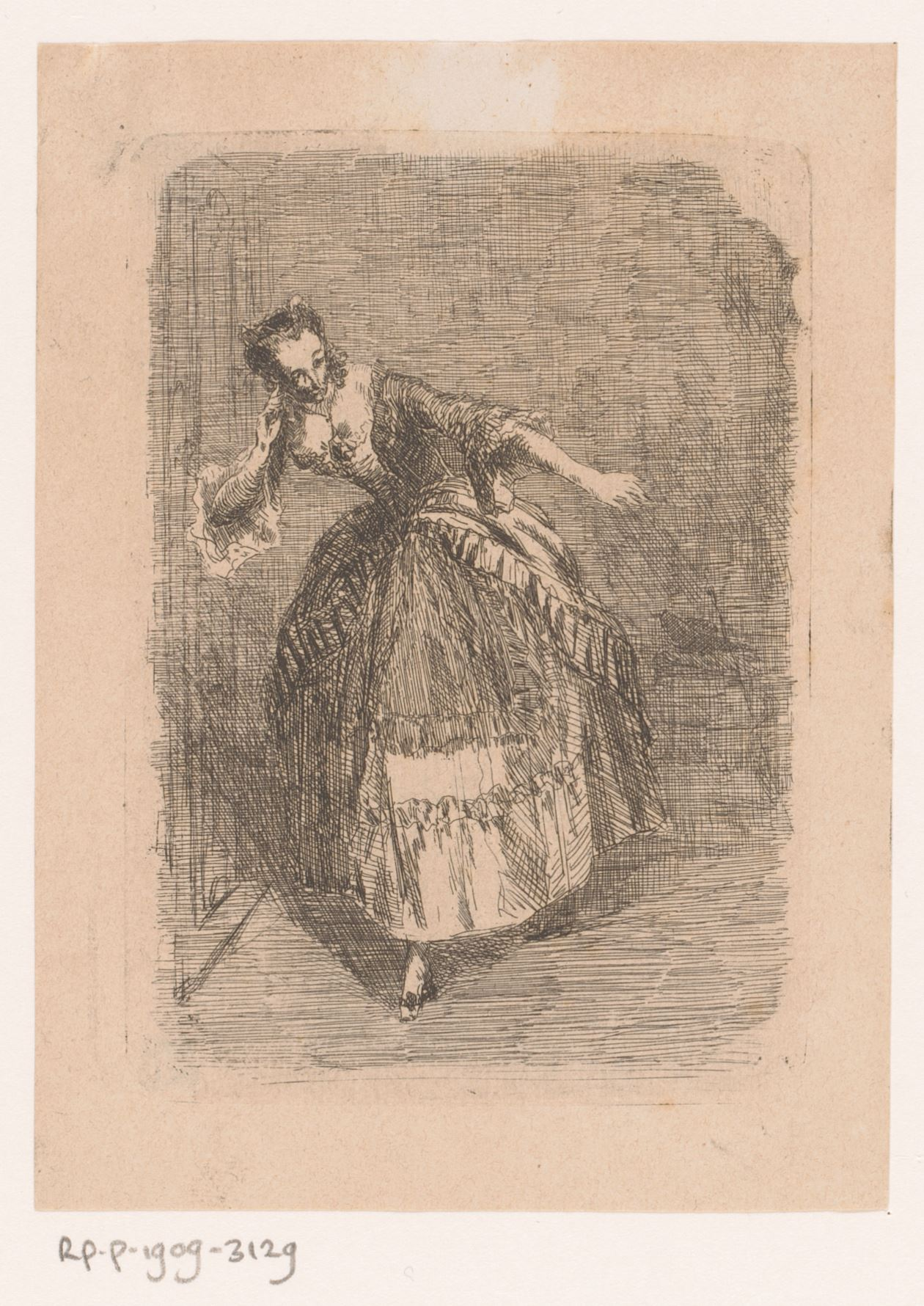
Jonge vrouw
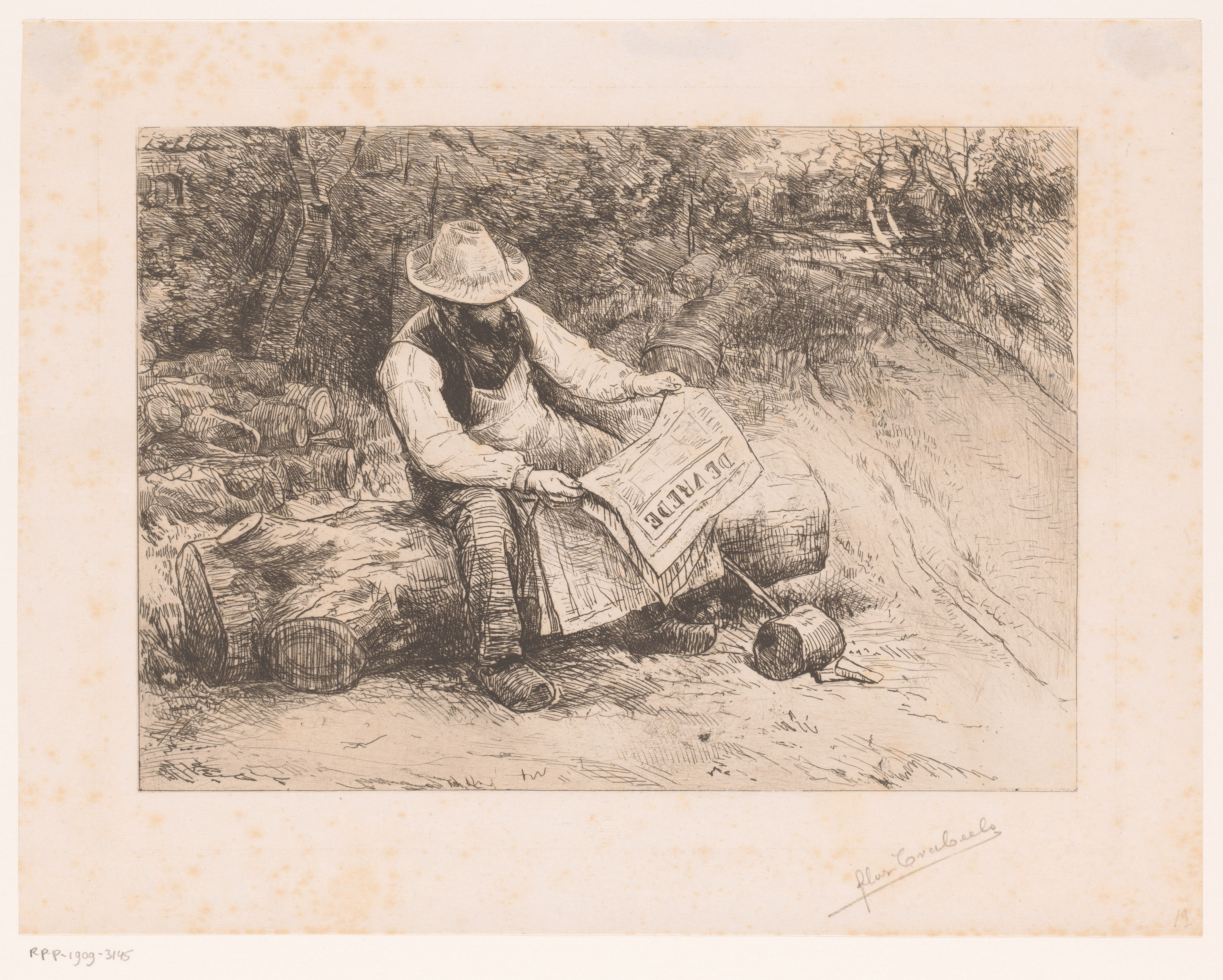
Houthakker
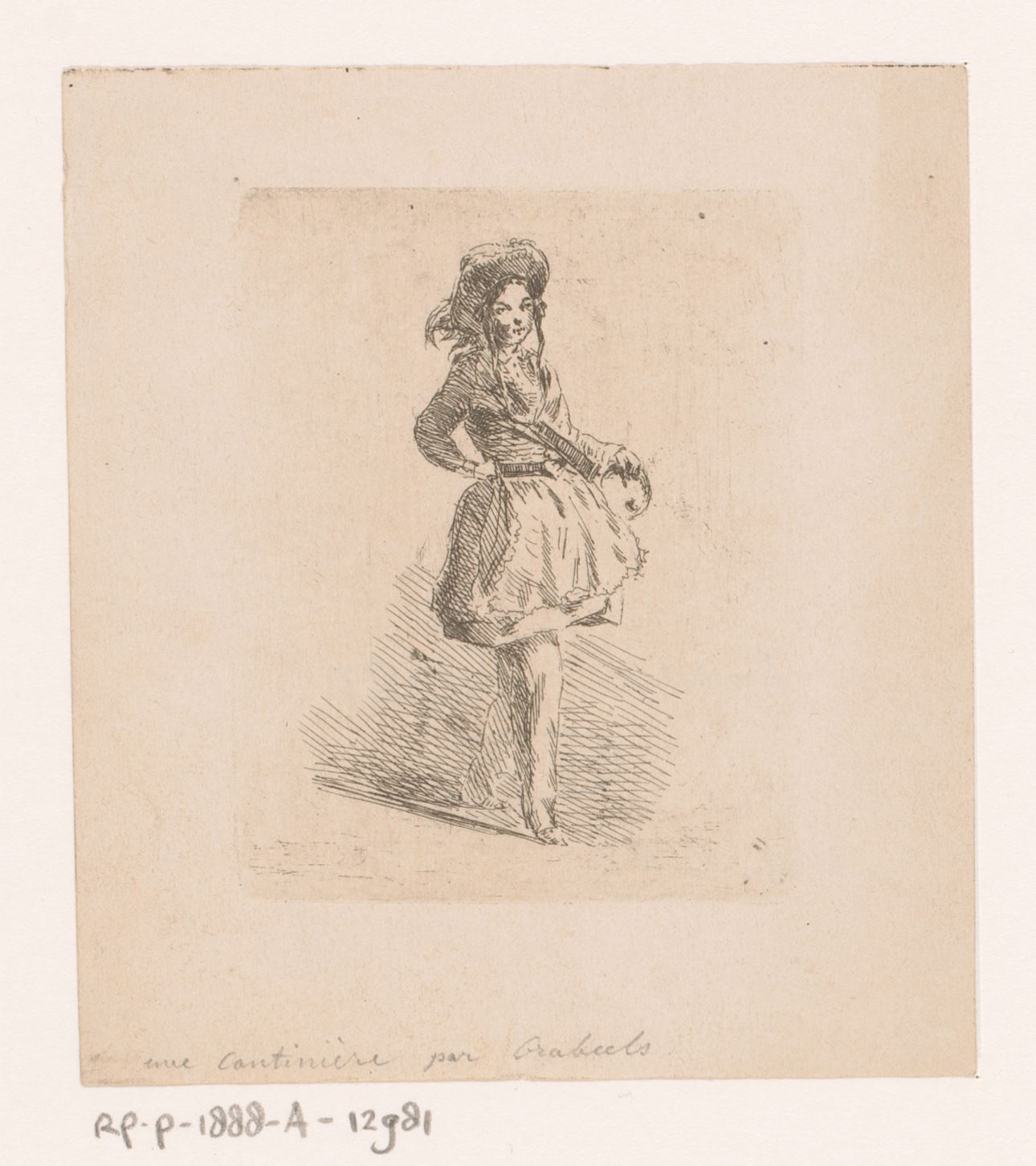
De marketentster

## Bronverwijzing
- Gemeinsame Normdatei: 174197055
- International Standard Name Identifier: 0000 0001 4069 6573
- RKD-Nederlands Instituut voor Kunstgeschiedenis: 18920
- Système universitaire de documentation: 181108992
- Union List of Artist Names: 500053611
- Virtual International Authority File: 192059515
- WorldCat: E39PBJkTcWQfhyTRXJgVrTQQbd